# L'Épaule
Pour les articles homonymes, voir Épaule (homonymie).
L'Épaule est un sommet du massif du Giffre, en Suisse, situé dans le canton du Valais, qui culmine à 3 010 m d'altitude. Il est situé au sud-est de la tour Sallière. Il surplombe le lac d'Émosson au sud-ouest et le lac de Salanfe au nord-est.